# Силва, Мария Назарет да
Мария Назарет Феррейра да Силва (порт. Maria Nazareth Ferreira da Silva), р. 1962 — бразильский биолог, специализируется на исследовании млекопитающих в Амазонии.

## Биография
В 1985 году окончила Университет Бразилиа. В 1995 году получила докторскую степень по зоологии в Калифорнийском университете в Беркли.
Да Силва работает в Национальном научно-исследовательском института Амазонии. В течение многих лет была ведущим специалистом в изучении амазонских млекопитающих, описал ряд новых видов.
Опубликовала многочисленные научные работы на темы: оценка приоритетных сфер сохранения; биогеография неотропных млекопитающих; цитостаксономия; сохранение млекопитающих Амазонки; опека коллекций и баз данных; население и экология млекопитающих в Амазонке, генетика млекопитающих Амазонки; приматы Амазонки и систематика неотропных млекопитающих с молекулярной систематикой и систематической эволюцией, филогенией, биогеографией.

## Описаны виды
Мария да Силва описала такие виды (некоторые в соавторстве):
- "Mesomys occultus"
- "Neacomys minutus"
- "Neacomys musseri"
- "Proechimys echinothrix"[2]
- "Proechimys gardneri"[3]
- "Proechimys kulinae"
- "Proechimys pattoni"
- "Rhipidomys gardneri"

## Избранные работы
- Mammals of the Rio Juruá: Evolutionary and ecological diversification within Amazonia. (with Patton, J.L. and J.R. Malcolm) (pub.2000)  Bull. Amer. Mus. Nat. Hist. 244:1-306
- Population Genetic Structure of two ecologically distinct Amazonian Spiny Rats:Separating History and Current Ecology (with Marjorie D. Matocq and James L. Patton)
- Definition of Species of Pouched Four-Eyed Opossums (Didelphidae, Philander) (with James L. Patton) Journal of Mammalogy, Vol. 78, No. 1 (Feb., 1997), pp. 90–102
- Rivers, Refuges, and Ridges: The Geography of Speciation of Amazonian Mammals (with James L. Patton)